# Доње Добрево
Доње Добрево (алб. Miradi e Poshtme, Dobreva e Ulët) је насеље у општини Косово Поље, Косово и Метохија, Република Србија.

## Географија
Село је у равници, у тзв. Широком пољу, на левој обали Грачанке, на 1 км пред њеним ушћем у Ситницу.

## Историја
Пре досељавања Албанаца, у овом селу су живели Срби. Ћирковићи у Кузмину и Батусима су знали своју старину у овом селу.

## Порекло становништва по родовима
Подаци о пореклу становништва из тридесетих година XX века.
- Осман Чауш (2 к.), од фиса Сопа. Досељени почетком 19. века из Грајчевца у Подрими.
- Шушић (2 к.), од фиса Краснића. Пресељени из рода Алимчевића у Сушици средином 18. века на куповицу.
- Гунцат (1 к.),од фиса Шаље. Досељени из Гунцата у Подрими после Шушића.
- Арановц (1 к.), од фиса Краснића, мухаџир из 1878. из Дреновца у Топлици.
- Прекопуц (1 к.), од фиса Гаша. Мухаџир је из Прекопуца у Топлици.
- Булатовц (3 к.), Ђуревц (1 к.), Драгуш (2 к.) и Џини Поток (4 к.), сви од фиса Тсача. Мухаџири су из топличких села Булатовца, Буровца, Драгуша и Житног Потока.

Муџахири су били чифчије. На чифлику је с мухаџирима било и Срба. Срби Добревчани у Грачаници иселили се из овог села око 1900.

## Демографија
| Година       | 1948 | 1953 | 1961 | 1971 | 1981 | 1991 |
| ------------ | ---- | ---- | ---- | ---- | ---- | ---- |
| Становништво | 322  | 419  | 555  | 838  | 1121 | 1231 |

|  |